# Guarinuma (Huachamacare)
Guarinuma est une localité de la paroisse civile de Huachamacare dans la municipalité d'Alto Orinoco dans l'État d'Amazonas au Venezuela, sur le río Cunucunuma, aux pieds occidental du massif du cerro Duida.